# Hunasuru, Sagar
Hunasuru là một làng thuộc tehsil Sagar, huyện Shimoga, bang Karnataka, Ấn Độ.